# Single numer jeden w roku 1963 (USA)
Notowanie Billboard Hot 100 przedstawia najlepiej sprzedające się single w Stanach Zjednoczonych. Publikowane jest ono przez magazyn Billboard, a dane kompletowane są przez Nielsen SoundScan w oparciu o cotygodniowe wyniki sprzedaży cyfrowej oraz fizycznej singli, a także częstotliwość emitowania piosenek na antenach stacji radiowych.

## Historia notowania
| Data publikacji | Piosenka                   | Artysta                        |
| --------------- | -------------------------- | ------------------------------ |
| 5 stycznia      | "Telstar"                  | The Tornados                   |
| 12 stycznia     | "Go Away Little Girl"      | Steve Lawrence                 |
| 19 stycznia     | "Go Away Little Girl"      | Steve Lawrence                 |
| 26 stycznia     | "Walk Right In"            | The Rooftop Singers            |
| 2 lutego        | "Walk Right In"            | The Rooftop Singers            |
| 9 lutego        | "Hey Paula"                | Paul and Paula                 |
| 16 lutego       | "Hey Paula"                | Paul and Paula                 |
| 23 lutego       | "Hey Paula"                | Paul and Paula                 |
| 2 marca         | "Walk Like a Man"          | The Four Seasons               |
| 9 marca         | "Walk Like a Man"          | The Four Seasons               |
| 16 marca        | "Walk Like a Man"          | The Four Seasons               |
| 23 marca        | "Our Day Will Come"        | Ruby and the Romantics         |
| 30 marca        | "He's So Fine"             | The Chiffons                   |
| 6 kwietnia      | "He's So Fine"             | The Chiffons                   |
| 13 kwietnia     | "He's So Fine"             | The Chiffons                   |
| 20 kwietnia     | "He's So Fine"             | The Chiffons                   |
| 27 kwietnia     | "I Will Follow Him"        | Peggy March                    |
| 4 maja          | "I Will Follow Him"        | Peggy March                    |
| 11 maja         | "I Will Follow Him"        | Peggy March                    |
| 18 maja         | "If You Wanna Be Happy"    | Jimmy Soul                     |
| 25 maja         | "If You Wanna Be Happy"    | Jimmy Soul                     |
| 1 czerwca       | "It's My Party"            | Lesley Gore                    |
| 8 czerwca       | "It's My Party"            | Lesley Gore                    |
| 15 czerwca      | "Sukiyaki"                 | Kyū Sakamoto                   |
| 22 czerwca      | "Sukiyaki"                 | Kyū Sakamoto                   |
| 29 czerwca      | "Sukiyaki"                 | Kyū Sakamoto                   |
| 6 lipca         | "Easier Said Than Done"    | The Essex                      |
| 13 lipca        | "Easier Said Than Done"    | The Essex                      |
| 20 lipca        | "Surf City"                | Jan Berry                      |
| 27 lipca        | "Surf City"                | Jan Berry                      |
| 3 sierpnia      | "So Much in Love"          | The Tymes                      |
| 10 sierpnia     | "Fingertips"               | Stevie Wonder                  |
| 17 sierpnia     | "Fingertips"               | Stevie Wonder                  |
| 24 sierpnia     | "Fingertips"               | Stevie Wonder                  |
| 31 sierpnia     | "My Boyfriend's Back"      | The Angels                     |
| 7 września      | "My Boyfriend's Back"      | The Angels                     |
| 14 września     | "My Boyfriend's Back"      | The Angels                     |
| 21 września     | "Blue Velvet"              | Bobby Vinton                   |
| 28 września     | "Blue Velvet"              | Bobby Vinton                   |
| 5 października  | "Blue Velvet"              | Bobby Vinton                   |
| 12 października | "Sugar Shack"              | The Fireballs                  |
| 19 października | "Sugar Shack"              | The Fireballs                  |
| 26 października | "Sugar Shack"              | The Fireballs                  |
| 2 listopada     | "Sugar Shack"              | The Fireballs                  |
| 9 listopada     | "Sugar Shack"              | The Fireballs                  |
| 16 listopada    | "Deep Purple"              | Nino Tempo feat. April Stevens |
| 23 listopada    | "I'm Leaving It Up to You" | Dale Houston                   |
| 30 listopada    | "I'm Leaving It Up to You" | Dale Houston                   |
| 7 grudnia       | "Dominique"                | The Singing Nun                |
| 14 grudnia      | "Dominique"                | The Singing Nun                |
| 21 grudnia      | "Dominique"                | The Singing Nun                |
| 28 grudnia      | "Dominique"                | The Singing Nun                |